# Estadio Thuwunna
El Estadio Thuwunna también nombrado Thuwunna Youth Training Center Stadium es un estadio de usos múltiples, ubicado en la ciudad de Rangún, Birmania. El estadio de 32.000 asientos es más pequeño pero más actualizado que el Estadio Aung San, y es el lugar escogido para la mayor parte del fútbol nacional e internacional y para las competiciones de atletismo. La pista de ocho carriles del estadio es la primera en Myanmar que se ajusta a las normas internacionales (IAAF). 
Actualmente, el estadio tiene una capacidad de 32.000 espectadores pero está siendo ampliado a un aforo de 50.000 espectadores. 
El Estadio Cubierto Nacional de Thuwunna , ubicado al lado del estadio al aire libre, es el lugar principal en el país para los deportes practicados en espacios cerrados.

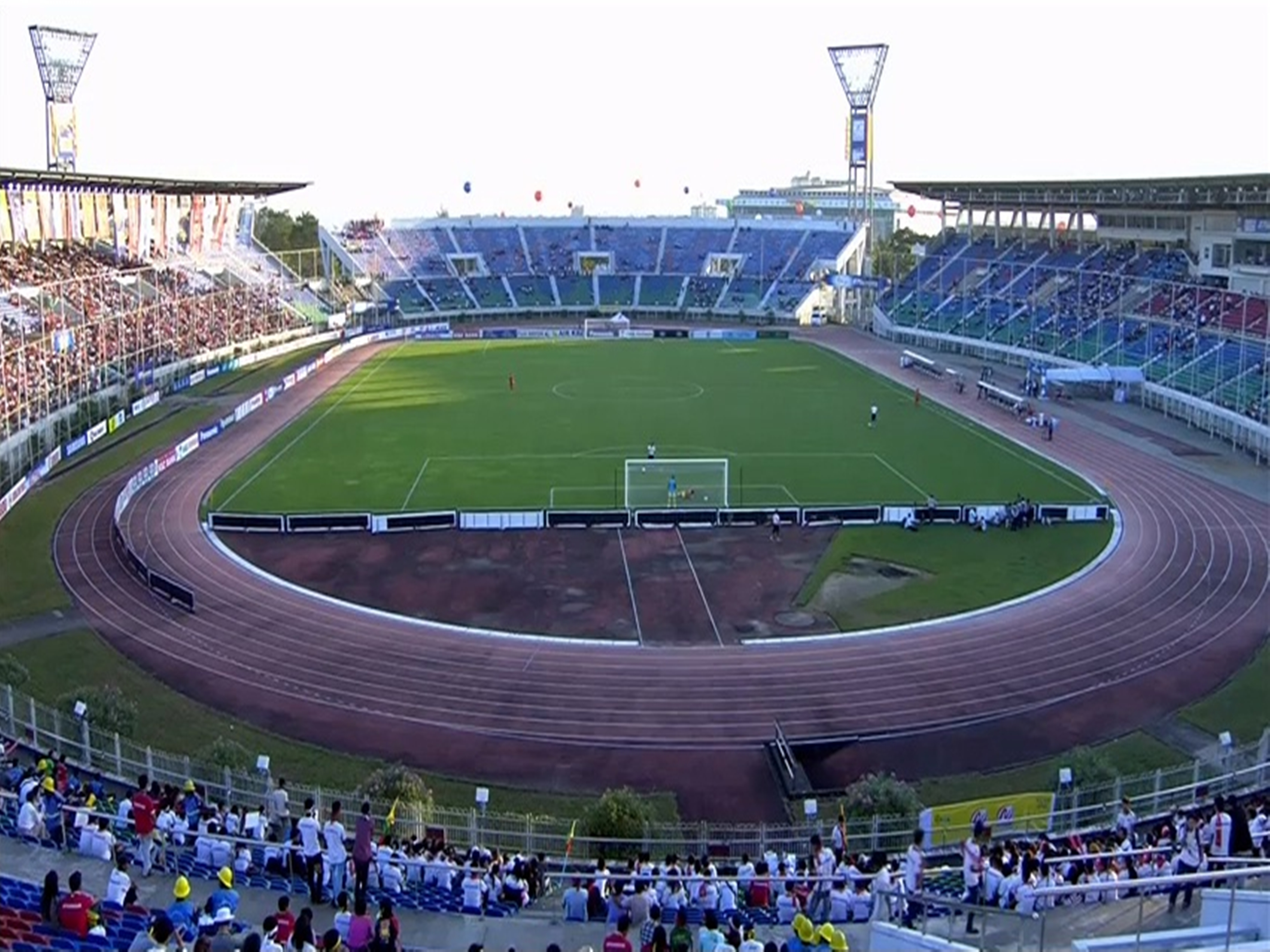
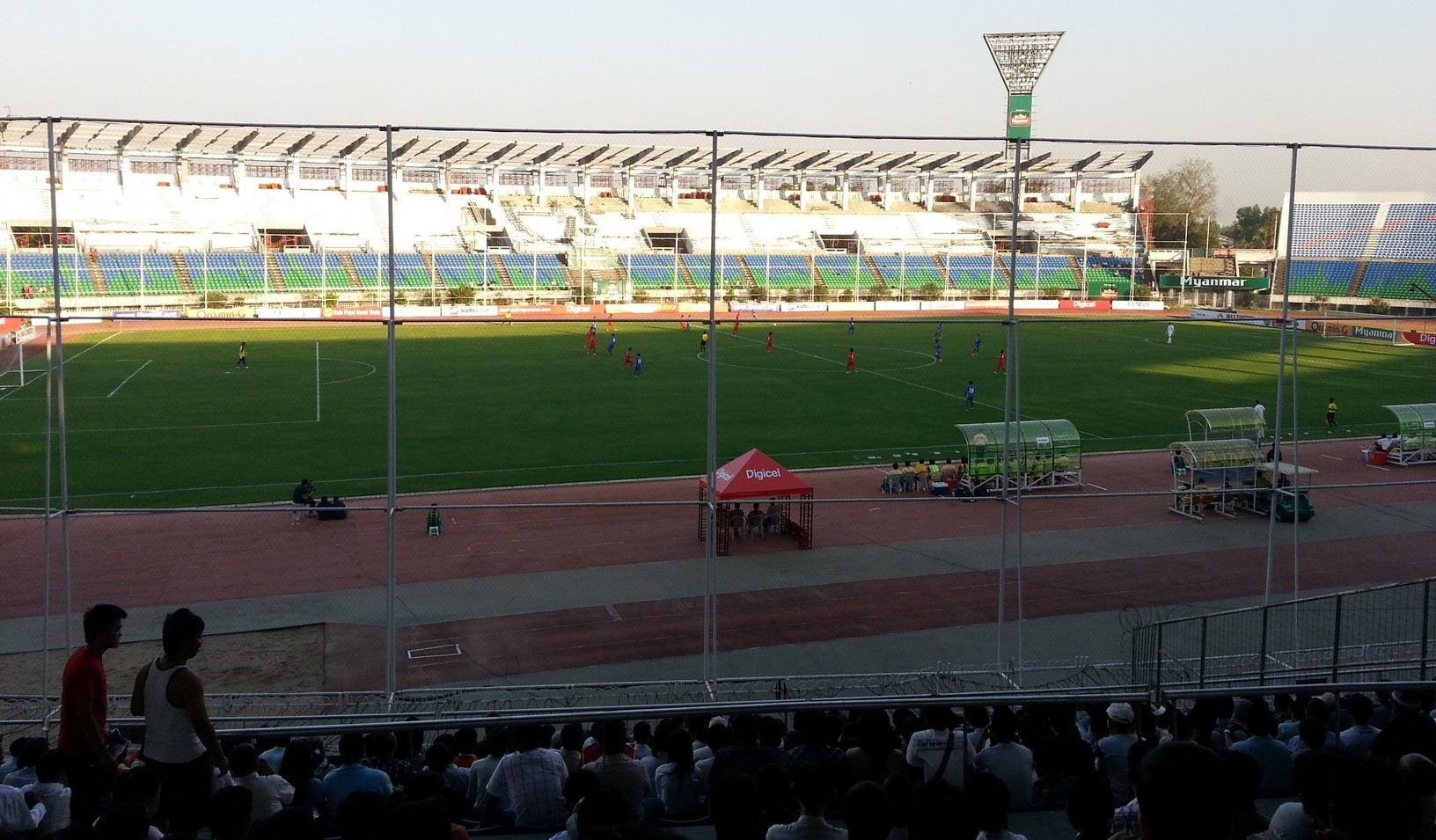